# Peurajärvi (sjö i Finland, Lappland)
Peurajärvi är en sjö i Finland. Den ligger i kommunen Ranua i landskapet Lappland, i den norra delen av landet, 700 km norr om huvudstaden Helsingfors. Peurajärvi ligger 146,8 meter över havet. Arean är 1,06 kvadratkilometer och strandlinjen är 5,53 kilometer lång. Sjön  ingår i Simo älvs huvudavrinningsområde. 